# Sachsenburg (koncentrationsläger)
Sachsenburg var ett koncentrationsläger i Nazityskland, beläget i Frankenberg i Sachsen, nära Chemnitz. Det öppnades i maj 1933 och var i bruk till 1937. Lägret var viktigt som utbildningsenhet för SS-personal inom det nazistiska nätverket av koncentrationsläger.
Sachsenburg var det första koncentrationslägret där SS använde färgade trianglar fastsydda på kläderna för att identifiera olika kategorier av fångar.

## Kommendanter
- 1933–1934: Max Hähnel
- 1934: Max Simon
- 1934: Karl Koch
- 1934: Alexander Reiner
- 1934–1935: Walter Gerlach
- 1935–1937: Bernhard Schmidt

## Kända interner
- Bruno Apitz
- Herbert Bochow
- Otto Galle
- Walter Janka
- Paul Korb
- Max Sachs
- Hugo Saupe
- Rudolph Strauss